# Cypress X Rusko
Compilations par Cypress Hill
Strictly Hip Hop: The Best of Cypress Hill
(2010)
Albums par Rusko
Songs
(2012)
Cypress X Rusko est un EP collaboratif de Cypress Hill et Rusko, sorti le 13 août 2012.
L'album s'est classé 50e au Top R&B/Hip-Hop Albums.

## Liste des titres
| No | Titre                                                    | Durée |
| -- | -------------------------------------------------------- | ----- |
| 1. | Lez Go                                                   | 2:54  |
| 2. | Roll It, Light It                                        | 3:06  |
| 3. | Shots Go Off                                             | 3:01  |
| 4. | Can't Keep Me Down (featuring Damian « Jr Gong » Marley) | 3:22  |
| 5. | Medicated (featuring Young De)                           | 3:53  |